# Software-Ergonomie
Software-Ergonomie (zur Wortherkunft siehe Software und Ergonomie) ist die Arbeit hin zu leicht verständlicher und schnell benutzbarer Software unter den gebotenen technischen Möglichkeiten und unter der Einhaltung definierter bzw. empirisch entstandener Standards und Styleguides. Die Software-Ergonomie ist ein Teilgebiet der Mensch-Computer-Interaktion, und ihr Ergebnis ist die Gebrauchstauglichkeit von Computerprogrammen.
Gegenstandsbereich der Software-Ergonomie im eigentlichen Sinne ist der arbeitende Mensch im Kontext (Softwarenutzung an Arbeitsplätzen). Allgemein wird heute die Benutzung von bzw. die Interaktion mit Computern betrachtet. Dies bedeutet die Berücksichtigung (neuro-)psychologischer Aspekte beim Entwerfen der Software – wie es methodisch auch die Ingenieurpsychologie anstrebt –, um eine optimale Mensch-Maschine-Schnittstelle zur Verfügung zu stellen. Dies soll sich in besonders leicht verständlichen funktionalen Einheiten ausdrücken (Bsp. einfache Dialoge bei Systemen mit GUI). Die Entwicklung gebrauchstauglicher Software wird im Rahmen des Usability-Engineering geleistet.
Im Bereich der Software-Ergonomie existieren formale Richtlinien für die Gestaltung von Bildschirmarbeitsplätzen, für die Darstellung von Informationen am Monitor sowie deren Manipulation durch Eingabegeräte. Diese Richtlinien sind in der Arbeitsstättenverordnung (ArbStättV) sowie in der Norm EN ISO 9241 festgehalten und sollten daher bei der Erstellung von Anwendungssoftware berücksichtigt werden.

## Bedeutung
In den 1980er Jahren standen, unter Vernachlässigung ergonomischer Aspekte, die funktionalen Anforderungen bei der Entwicklung eines Softwaresystems im Vordergrund. Dies lässt sich mit der geringen Verbreitung von Software sowie dem Mangel an gesicherten Erkenntnissen erklären. Mit der starken Verbreitung grafischer Bedienoberflächen rückte der Benutzer mit seinen Bedürfnissen in den Vordergrund. Die EG-Richtlinie 90/270/EWG (Verordnung über Sicherheit und Gesundheitsschutz bei der Arbeit an Bildschirmgeräten) schreibt für neu eingerichtete Bildschirmarbeitsplätze die Verwendung von Software vor, die nach ergonomischen Prinzipien entwickelt wurde. Diese Verbindlichkeit ließ die Bedeutung der Ergonomie für die Software-Entwicklung in den vergangenen Jahren weiter wachsen.
In Deutschland ist seit dem 1. Januar 2000 die Bildschirmarbeitsverordnung vom Dezember 1996 für alle, auch für ältere Bildschirmarbeitsplätze in Kraft getreten; verstieß ein Unternehmen dagegen, drohte ein Bußgeld bis 25.000 Euro. Sie trat am 3. Dezember 2016 außer Kraft.

## Anwendungsbereiche
Der wichtigste Gegenstandsbereich der Software-Ergonomie im engeren Sinne ist die zu optimierende Softwarenutzung an Arbeitsplätzen. Allgemein befasst sie sich mit Grundregeln und Methoden zum Entwurf und zur Bewertung von interaktiver Software (wie Arbeitssoftware, WWW, Spiele usw.), die möglichst optimal an die Bedürfnisse der Benutzer (Benutzerorientierung) und die Erfordernisse der Arbeitsaufgabe (Aufgabenorientierung) anzupassen ist. Die Belastungsminderung und Handlungsunterstützung durch das System stehen im Vordergrund.
Nicht ergonomisch gestaltete Programme können zu psychischen Belastungen (z. B. Stress, Frustration) bei Benutzern führen. Während Hardware-Ergonomie-Fehler, zum Beispiel flackernde Bildschirme oder zu kleine Tastaturen, mit physikalischen Methoden erkannt werden können, setzt die Software-Ergonomie mit interdisziplinären Methoden als „Querschnittswissenschaft“ aus Arbeitswissenschaften, Informatik, Ingenieurwissenschaften, Industrieanthropologie, Arbeitsmedizin und Psychologie an.
Im Einzelnen sind zum Beispiel die folgenden Disziplinen beteiligt:
- Kognitionspsychologie (Modellierung und Simulation von menschlichen Denk- und Wahrnehmungsprozessen)
- Arbeitsphysiologie, Industrieanthropologie: Beschäftigung mit grundlegenden menschlichen Fähigkeiten zur Informationsaufnahme und Informationsverarbeitung
- Arbeitspsychologie: Untersuchung der Wechselbeziehungen zwischen Arbeit, deren Schnittstellen und psychischen Faktoren (unter anderem Arbeitszufriedenheit und -unlust)

## Kriterien
Als Grundlage für die Definition ergonomischer Prinzipien eignet sich das ABC-Modell, das den Nutzungskontext der Ergonomie als Beziehungen zwischen Aufgabe, Benutzer und Computer beschreibt.
Ein System ist angemessen, wenn es die zur Lösung der Arbeitsaufgabe erforderlichen Funktionen bereitstellt. Ein System ist handhabbar, wenn es dem Benutzer eine leichte Erlernbarkeit, Bedienbarkeit und Verständlichkeit ermöglicht. Ein System ist persönlichkeitsfördernd, wenn es den Fähigkeiten und Kenntnissen des Benutzers (Benutzermodell) angepasst ist und den Prinzipien der Arbeitsgestaltung entspricht.
Einen Maßstab für die software-ergonomische Gestaltung bilden die Normen Teil 11 bis 17 sowie 110 der Normenreihe EN ISO 9241 „Ergonomie der Mensch-System-Interaktion“, die in den Jahren 1996 bis 1999 verabschiedet und anschließend sowohl als Europäische als auch als DIN-Normen übernommen worden sind. In Teil 110 Grundsätze der Dialoggestaltung werden folgende Qualitätskriterien definiert, die sich durch Verfeinerung der Kriterien des ABC-Modells ergeben:
1. Aufgabenangemessenheit – geeignete Funktionalität, Minimierung unnötiger Interaktionen
2. Selbstbeschreibungsfähigkeit – Verständlichkeit durch Hilfen / Rückmeldungen
3. Steuerbarkeit – Steuerung des Dialogs durch den Benutzer
4. Erwartungskonformität – Konsistenz, Anpassung an das Benutzermodell
5. Fehlertoleranz – unerkannte Fehler verhindern nicht das Benutzerziel, erkannte Fehler sind leicht zu korrigieren
6. Individualisierbarkeit – Anpassbarkeit an Benutzer und Arbeitskontext
7. Lernförderlichkeit – Minimierung der Erlernzeit, Metaphern, Anleitung des Benutzers

Ergänzt wurden die 7 Grundsätze der Dialoggestaltung durch die Multimedianorm vom Mai 2000 DIN EN ISO 14915 Softwareergonomie für Multimedia-Benutzungsschnittstellen Teil 1: Gestaltungsgrundsätze und Rahmenbedingungen um vier weitere Grundprinzipien:
1. Eignung für das Kommunikationsziel – verwendete Informationen / Medien unterstützen die intendierten Kommunikationsziele.
2. Eignung für Wahrnehmung und Verständnis – Inhalte sind so aufbereitet, dass sie gut rezipiert werden können und leicht verständlich sind.
3. Eignung für die Exploration – Informationen sollen gut strukturiert sein, so dass die Erkundung der Informationen und das Stöbern in den Informationen leicht sind.
4. Eignung für die Benutzungsmotivation – Das Programm soll zur Benutzung motivieren und eine hohe Bindung des Nutzers erreichen.

Eine Messung der Kriterien erfolgt durch den Einsatz darauf ausgelegter Methoden. Hierbei wird zwischen expertenorientierten und nutzerorientierten Methoden unterschieden. Bei expertenorientierten Methoden wird eine Software oder ein Prototyp von Usability-Experten anhand eines von der konkreten Methode vorgegebenen Vorgehens analysiert und bewertet. Ein Beispiel für eine solche Methode ist der Cognitive Walkthrough. Bei nutzerorientierten Methoden werden zukünftige Nutzer einer Software gebeten diese für bestimmte Aufgaben einzusetzen. Diese Nutzung wird mit Hilfe unterschiedlicher Herangehensweisen ausgewertet und somit auf die o. g. Kriterien geschlossen. Ein Beispiel für nutzerorientierte Methoden ist der Usability-Test. Aus beiden Vorgehensmodellen lassen sich Verbesserungen der Software ableiten.

## Software-Ergonomie am Beispiel einer Textverarbeitung
Konsistenz der Benutzerführung
Die Suchfunktion und die „Suchen und Ersetzen“-Funktion sind gleich aufgebaut. Der Benutzer erkennt die Eingabe wieder und kann sein Wissen aus der jeweils anderen Funktion wieder verwenden.
Ständige Verfügbarkeit
Die Rechtschreibprüfung des Programms läuft im Hintergrund ab. Beim Tippen merkt der Benutzer keine Verzögerung. Seine Arbeit wird nicht unterbrochen.
Unmittelbare Verständlichkeit der Benutzerführung
Die „Ersetzen“-Funktion wird im selben Menü wie die „Suchen“-Funktion untergebracht. Der Benutzer erkennt die Ähnlichkeit der Funktionen und sucht diese in demselben Menü.
Automatisierung sich wiederholender Aufgaben
Bei der „Suchen und Ersetzen“-Funktion kann der Benutzer jedes Ersetzen einzeln bestätigen oder er kann automatisiert alle auf einmal ersetzen.
Umgehende Rückmeldung an den Benutzer
Der Benutzer speichert und die Speicherung schlug fehl. Der Benutzer wird durch eine Fehlermeldung umgehend davon benachrichtigt. Ebenso wird er durch einen kurzen Text in der Statuszeile über eine erfolgreiche Speicherung informiert.
Selbsterklärungsfähigkeit
Bei der Rechtschreibprüfung werden die falschen Wörter mit einer roten Wellenlinie und am rechten Rand des Dokuments mit einem Strich markiert. Diese Markierungen sind noch aus der Schule bekannt.
Anpassbarkeit an individuelle Bedürfnisse
Die zuletzt geöffneten Dateien werden im Menü geordnet angezeigt, damit der Benutzer schnell auf seine zuletzt bearbeiteten Dateien zugreifen kann. Dabei ist die Anzahl der angezeigten Dateien einstellbar.
Fehlertoleranz
Der Benutzer hat ein falsches Wort ersetzt. Er kann den ganzen Ersetzungsvorgang durch eine Undo-Funktion rückgängig machen.
Erwartungskonformität
Der Benutzer drückt bei der „Suchen und Ersetzen“-Funktion auf „Alle ersetzen“. Er erwartet, dass nur sein Suchwort ersetzt wird und nicht alle Wörter.
Höflichkeit
Der Benutzer möchte ein Wort ersetzen. Dieses Wort kommt aber im gesamten Text nicht vor. Der Benutzer wird höflich auf die Situation aufmerksam gemacht durch „Das zu ersetzende Wort ist im Text nicht vorhanden.“ und nicht unfreundlich durch „Wort falsch“. Diese Systemeigenschaft erhöht nicht die Effektivität oder Effizienz, sondern die Zufriedenheit der Benutzer.